# Ляскельская узкоколейная железная дорога
Ля́скельская узкоколе́йная желе́зная доро́га (фин. Läskelän rautatie) — железнодорожная линия колеи 750 мм, открытая при Ляскельском бумажном заводе в 1913 году. В 1924 году до завода была проведена широкая колея от станции Янисъярви с обустройством перегрузочной станции. В 1970-е годы линия была перешита на широкую колею и связана со станцией Ляскеля. В таком виде она действовала до середины 2000-х годов, после 2016 большая часть линии была заброшена, а центральный участок — разобран.

## История
В 1913 году для подвоза дров и сырья к Ляскельскому бумажному заводу была проложена узкоколейная железная дорога от порта в Йоэнсуу. Вдобавок, по узкоколейке стали ходить 2 пары грузопассажирских поездов в день, совмещавших в себе пассажирские и грузовые вагоны, что иногда приводило к травмированию неосторожных пассажиров. При этом, несмотря на то, что дорога строилась для нужд частного предприятия, строительством и последующей эксплуатацией занималась государственная железнодорожная компания VR под руководством техдиректора Ляскельского завода К. Ушанова. 26 сентября 1916 года железная дорога была выкуплена заводом и стала частной. В 1920 году в порту Йоэнсуу был построен лесопильный завод, отходы которого также стали поставляться по УЖД на бумажный завод. В 1924 году до Ляскеля продлили ширококолейную линию от станции Янисъярви, построив перегрузочную станцию с путями обеих колей. В 1927 году на железную дорогу был передан паровоз производства американского завода Dixon с закрытой УЖД в Хауккавааре. В 1930—1932 годах при продлении ширококолейной линии до Питкяранты, станцию Ляскеля на ней построили немного западнее перегрузочной; со станции к последней был построен новый съезд. Для ширококолейной ЖД через узкоколейку был переброшен мост.
В по итогам Зимней войны согласно Московскому мирному договору узкоколейка с марта 1940 года оказалась на территории СССР, а местное население, в том числе все работники УЖД были эвакуированы. В июле 1941 года финские войска снова заняли Ляскеля, под их контроль перешла и УЖД. 10 июля 1944 года УЖД окончательно оказалась в СССР, но в ходе боёв путь был серьёзно повреждён и не мог эксплуатироваться.
В 1970-х годах железнодорожная линия была перешита на широкую колею.
На 2006 год линия действовала, на рельсах в Хийденсельге был заметный накат, а стрелочные механизмы разъезда ремонтировались. На 2008 год, согласно некоторым данным, линия не действовала, а на 2014 же год пути в Хийденсельге явно уже несколько лет не использовались и заросли молодыми соснами, накат отсутствовал. Притом, в Ляскеля на территории бывшей перегрузки отстаивались грузовые вагоны.

## Описание
Линия колеи 750 мм имела длину 6200 метров и пролегала вдоль реки Янисйоки, подходя к ней вплотную в Ляскеля и максимально удаляясь на 650 метров в середине пути. В Ляскеля путевое развитие включало в себя перегрузочную станцию с путями широкой колеи, разъезд, путь в депо и путь для подвоза сырья и вывоза продукции, шедший по деревянной эстакаде напрямую в здание бумажного производства. На север от завода через дорогу из Сортавалы в Импилахти шёл 500-метровый путь до складов готовой продукции.
На 4-м километре от Ляскеля, на линии было пошёрстное примыкание пути к пристани Халкотарха, имевшей собственное путевое развитие. На 6-м километре, в Йоэнсуу, линия расходилась на две: одна шла 500 метров на юг к пассажирской пристани и имела промежуточную пассажирскую станцию, а другая шла на лесопильный завод, где была оборудована грузовая пристань. Между линиями был пошёрстный съезд, в сумме с ними образовывавший разворотный треугольник. На территории самого лесопильного завода была обширная сеть путей, предназначенная для складской работы.